# Tranes
Tranes je rod málo prozkoumaných tropických brouků v čeledi nosatcovitých.
Nosatci Tranes se mimo jiné podílejí na opylování australských cykasů, například druh Tranes lyterioides je znám jako opylovač cykasu Macrozamia communis.